# Internazionali d'Italia 1978
Italian Open 1978 - чоловічий і жіночий тенісний турнір, що проходив на кортах з ґрунтовим покриттям Foro Italico в Римі (Італія). Чоловічі змагання належали до серії Colgate-Palmolive Grand Prix 1978, жіночі - до категорії A в рамках Colgate International Series. Відбувсь утридцятьп'яте і тривав з 22 до 28 травня 1978 року. Титули в одиночному розряді здобули третій сіяний Бйорн Борг, що виграв свій другий титул на цьому турнірі після 1974 року, і третя сіяна Регіна Маршикова.

## Фінальна частина

### Одиночний розряд, чоловіки
Бйорн Борг —  Адріано Панатті 1–6, 6–3, 6–1, 4–6, 6–3
- Для Борга це був 5-й титул в одиночному розряді за сезон і 35-й - за кар'єру.

### Одиночний розряд, жінки
Регіна Маршикова —  Вірджинія Рузічі 7–5, 7–5

### Парний розряд, чоловіки
Victor Pecci /  Белус Прахокс —  Ян Кодеш /  Томаш Шмід 6–7, 7–6, 6–1

### Парний розряд, жінки
Міма Яушовец /  Вірджинія Рузічі —  Флоренца Міхай /  Бетсі Нагелсен 6–2, 2–6, 7–6

## Призові гроші
| Дисципліна                 | W       | F       | ПФ     | ЧФ     | 3-тє коло | 2-ге коло | 1-ше коло | Загалом  |
| Чоловіки, одиночний розряд | $23,992 | $12,005 | $6,597 | $3,552 | $2,205    | $1,172    | $595      | $118,842 |
| Жінки, одиночний розряд    | $6,000  | $3,000  | $1,550 | $900   | Н/Д       | $600      | $150      | $26,250  |
| Чоловіки, парний розряд    | $8,995  | $4,497  | $2,345 | $1,190 | Н/Д       | $542      | $157      | $29,802  |
| Жінки, парний розряд       | $2,000  | $1,100  | $550   | $300   | Н/Д       | Н/Д       | $150      | $6,600   |

Джерело: World of Tennis 1979